# Fats Waller
(Mary Lou Williams lo ricorda in Hear me talkin' to ya)
Thomas Waller, detto Fats (New York, 21 maggio 1904 – Kansas City, 15 dicembre 1943), è stato un pianista, compositore e cantante statunitense.
Come altri musicisti dopo di lui (Fats Navarro, Fats Domino), a Waller fu affibbiato il nomignolo "Fats" (Grassone) per la sua considerevole mole. Anche a causa della discriminazione razziale, e nonostante le sue incredibili doti musicali ed eccezionali doti compositive, per gran parte della sua vita Waller interpretò sulla scena il ruolo del buffone. Waller, che era dotato di un carattere allegro e burlone, non mostrò mai di crucciarsi di questa sottovalutazione della sua figura artistica.

## Biografia
Nacque e crebbe nella povertà di una delle tante famiglie numerose di New York studiando il pianoforte fin da piccolo con indirizzo prettamente classico visto che il padre, predicatore di sermoni agli angoli delle strade di Harlem, riteneva il jazz una musica indiavolata. A quindici anni cominciò a suonare l'organo a canne (di cui sarà l'unico maestro nel jazz dell'era dello swing) ed il piano nei cinema e nei teatri fino a quando James P. Johnson lo prese sotto la sua custodia facendolo diventare in breve tempo, ad Harlem, uno dei musicisti più conosciuti degli anni venti assieme a Willie "The Lion" Smith.
A diciotto anni aveva già scritto il suo primo successo Squeeze me, suonava per i migliori cabaret di New York e incideva per le cantanti di blues più in voga di quegli anni. Fats Waller possedeva un gusto molto eclettico in fatto di preferenze letterarie, puntando sui poeti Longfellow e Andy Razaf, mentre sui politici propendeva verso Lincoln, Theodore Roosevelt, la sua musica ne rifletteva il relativo liberalismo, e sui musicisti per Bach, George Gershwin. È ormai risaputo che all'inizio egli avesse subìto l'influenza di James P.Johnson, e sarebbe ingiusto sorvolare sulle differenze fra i due pianisti.
Dopo il divorzio dalla sua prima moglie, Edith Hatchett, che da un lato gli diede il suo primo figlio e dall'altro lo obbligò al pagamento degli alimenti per tutto il resto della sua vita, nel 1924 sposò Anita Rutherford arricchendo la sua famiglia di altri due bambini. Ma la responsabilità non faceva parte della sua indole caratteriale: preferiva le lunghe nottate al bar tra la musica e le bottiglie vuote, bighellonando in continuazione con gli amici. La sua devozione all'alcool era talmente alta da arrivare a definire le sue bevute di prima mattina le sue uova al prosciutto liquide.
Una delle sue maggiori doti, che l'accomunò a pochi altri personaggi della storia della musica, quali Mozart e Telemann, era la velocità esorbitante con cui scriveva la sua musica. Si racconta che scrisse su due piedi (e sul bancone del bar) nove pezzi (fra cui Henderson stomp, Hot mustard e Whiteman stomp) per Fletcher Henderson solo per ripagargli nove hamburger ingurgitati una sera al bar in un sol boccone. Altri due pezzi, Harlem fuss e Minor drag, nacquero due ore prima della seduta di incisione perché il giorno prima Waller, invece di organizzare i pezzi, aveva finito per passare il tempo tra un brindisi e l'altro, assieme a Eddie Condon, addormentandosi infine ubriaco fino al mattino seguente. Verso la fine del 1943 si ammalò di polmonite, malattia che ne causò la morte durante un trasferimento in treno.

## Le vicende artistiche
La sua attività artistica prese corpo negli anni '20 suonando nell'orchestra di Erskine Tate in stretta collaborazione con l'imponente Louis Armstrong e continuando a non tralasciare lo studio intenso del pianoforte classico, grande estimatore di Bach quale lui era. Galeotta fu poi la collaborazione con Andy Razaf col quale cominciò a scrivere pezzi per una famosa rivista dell'epoca Hot Chocolates; sfoggiò capolavori come Ain't Misbehavin', Black and Blue e Honeysuckle Rose che lo portarono al successo.

## Discografia scelta
Antologie
- Jazz Classic: Fats Waller (1934)
- Amazing Mr. Waller, Vol. 1: Jiving with Fats Waller (1954)
- Amazing Mr. Waller, Vol. 2: Jiving with Fats Waller (1954)
- The Joint is Jumpin' (1990)
- The Fats Waller Piano Solos: Turn on the Heat (1991)
- Fats Waller: The Last Years (1992)
- The Centennial Collection (CD + DVD) (2004)

## Filmografia
- Stormy Weather, regia di Andrew Stone (1943)